# Concana permixta
Concana permixta là một loài bướm đêm trong họ Erebidae.